# Шапен
Шапен (њем. Schapen) општина је у њемачкој савезној држави Доња Саксонија. Једно је од 60 општинских средишта округа Емсланд. Према процјени из 2010. у општини је живјело 2.494 становника. Посједује регионалну шифру (AGS) 3454046.

## Географски и демографски подаци
Шапен се налази у савезној држави Доња Саксонија у округу Емсланд. Општина се налази на надморској висини од 38 метара. Површина општине износи 26,6 km². У самом мјесту је, према процјени из 2010. године, живјело 2.494 становника. Просјечна густина становништва износи 94 становника/km².

## Међународна сарадња
| Мјесто  | Држава      | Врста сарадње | Од    |
| ------- | ----------- | ------------- | ----- |
| Курпица | Бјелорусија | пријатељство  | 1991. |
| Маркело | Холандија   | партнерство   | 1980. |
| Извор   |             |               |       |